# 尚盛
尚盛（1600年—1663年），和名金武王子朝貞，琉球國第二尚氏王朝攝政。金武御殿二世。
尚盛是尚久（金武王子朝公）的第五子，為金武大按司志良禮（寵氏一鏡）所生。他也是尚豐王的同胞弟弟。
天啟七年（1627年），他奉命出使薩摩藩，慶賀島津家久陞中納言。他在薩摩藩偶然看見茶種，將其帶回琉球，栽植於金武間切漢那村。他因此成為了第一個將茶種引入琉球的人，此後琉球各地遍栽茶樹。崇禎二年（1629年），就任攝政。同年，以謝恩使的身份出使薩摩藩。琉球總石高之內現有不足，但每年要湊補六千餘石的賦稅繳納給薩摩藩。此時被免於湊補，故而尚豐王派他前去謝恩。崇禎七年（1634年），以年頭使的身份出使薩摩藩。根據伊勢貞昌的提議，他將蔣世德（津波古親雲上元重）留在薩摩藩學習傳輸書之法。尚盛跟隨慶賀使尚文（佐敷王子朝益）一起上江戶，謁見幕府將軍德川家光，同年歸國。
崇禎十一年（1638年），為探望生病的島津家久、以及平定島原之亂之事，尚盛奉命出使薩摩藩。崇禎十六年（1643年），為慶賀德川家綱出生，他奉命前往薩摩藩，跟隨島津光久前往江戶，翌年歸國。順治十一年（1654年）致仕。
第五代聞得大君圓心是他的長女。